# Agrostis ciliaris
Agrostis ciliaris é uma espécie de gramínea do gênero Agrostis, pertencente à família Poaceae.